# Mesochaetopterus selangora
Mesochaetopterus selangora is een borstelworm uit de familie Chaetopteridae. Het lichaam van de worm bestaat uit een kop, een cilindrisch, gesegmenteerd lichaam en een staartstukje. De kop bestaat uit een prostomium (gedeelte voor de mondopening) en een peristomium (gedeelte rond de mond) en draagt gepaarde aanhangsels (palpen, antennen en cirri).
Mesochaetopterus selangora werd in 1976 voor het eerst, als Sasekumaria selangora, wetenschappelijk beschreven door Rullier.